# Helinus
Helinus es un género de 4 especies de plantas  pertenecientes a la familia Rhamnaceae.

## Taxonomía
Helinus fue descrito por E.Mey. ex Endl. y publicado en Genera Plantarum 1102, en el año 1840. La especie tipo es: Helinus ovatus E. Mey. ex Sond. 

## Especies
- Helinus integrifolius (Lam.) Kuntze
- Helinus lanceolatus Brandis
- Helinus mystacinus (Aiton) E.Mey. ex Steud.
- Helinus spartioides Schinz Ex Engl.